# Nibelungenklage
Il Nibelungenklage (lett. "il lamento dei Nibelunghi") o Die Klage (in alto tedesco medio Diu Klage) è un poema epico anonimo in alto tedesco medio. Il poema descrive i lamenti e la sepoltura dei morti del Nibelungenlied, nonché la diffusione della notizia della catastrofe che ha posto fine all'altro poema e i destini dei vari personaggi sopravvissuti. È stato probabilmente scritto all'incirca nello stesso periodo del Nibelungenlied (1200 circa), ed è allegato ad esso come se fosse un'altra âventiure ("avventura").

## Sinossi
Il poema inizia con un lungo lamento del narratore sugli eventi del Nibelungenlied, seguito da un riassunto degli eventi dei poemi precedenti. Questo include una genealogia dei personaggi principali e delle loro relazioni reciproche. Poi vengono raccontati il matrimonio di Sigfrido con Crimilde, il suo assassinio e la vendetta della vedova. Il narratore afferma che Crimilde è innocente perché era motivata dall'amore per il marito morto, mentre i suoi parenti, i Burgundi, dovevano essere puniti. Afferma inoltre che se fosse stato possibile, Crimilde avrebbe ucciso solo Hagen. Se, continua il narratore, Crimilde avesse rivelato il suo piano, allora il massacro nella sala di Etzel si sarebbe potuto evitare. Il narratore elenca poi i morti, sottolineando che Giselher è innocente e Gunther è parzialmente innocente. Anche il principe unno Ortlieb è compianto dagli Unni, così come Crimilde.
I sopravvissuti iniziano a recuperare i morti, e ogni cadavere provoca grandi lamenti da parte di parenti e amici. Dietrich von Bern ed Etzel rimangono inorriditi e insistono sul fatto che tutto sarebbe stato diverso se solo avessero saputo o evitato una cosa o l'altra. Ci sono così tanti cadaveri che alla corte di Etzel non ci sono abbastanza uomini per disarmarli, e le donne devono aiutare. Hildebrand sviene dal dolore quando trova il cadavere di Rüdiger ed Etzel deve rianimarlo. Etzel si accascia a sua volta. Una volta rimossi tutti i morti, Etzel si riprende e si lamenta a lungo, esprimendo la sua disperazione e il suo desiderio di lasciare il mondo.
Etzel invia quindi il menestrello Swemmel come messaggero a Worms attraverso Bechelaren, la casa di Rüdiger. Anche se Swemmel non deve dire nulla prima di arrivare a Worms, il suo dolore è facilmente individuabile. La moglie di Rüdiger, Gotelind, e la figlia Dietlind capiscono subito che è successo qualcosa a Rüdiger e Swemmel racconta loro la storia. A Passau, il messaggero informa il vescovo Pilgrim, che è imparentato con i re borgognoni. Pilgrim ordina di cantare una messa di requiem e chiede ai messaggeri di tornare a Passau per far scrivere tutto quello che è successo. Pilgrim chiede informazioni anche ad altri testimoni oculari della corte di Etzel. Swemmel raggiunge infine Worms e riferisce a Brünhild e alla corte, dove i lamenti sono molto grandi. La madre dei Burgundi, Ute, muore di dolore. Dopo un periodo di lutto, il figlio di Brunilde, Sigfrido, viene incoronato nuovo re dei Burgundi.